# 이문동 살인사건
이문동 살인사건(里門洞 殺人事件) 혹은 2004년 이문동 여성 피살 사건은 2004년 2월 6일 오후 7시 10분 경 서울특별시 동대문구 이문동 골목길에서 의류상가 직원 전모씨(24·여)가 흉기에 찔려 살해된 채 발견된 사건이다. 연쇄 살인범인 유영철이 검거되었을 때 본인의 소행이라고 자백을 했으나, 실제로는 다른 연쇄 살인범인 정남규가 저지른 사건임이 밝혀졌다.

## 영화
진범이 밝혀지지 않은 상태에서 김상철 감독에 의해 18분 단편 영화로 제작되었다.